# Johann Friedrich Köhler (Geistlicher)
Johann Friedrich Köhler (* 8. Juli 1756 in Brehna; † 16. Januar 1820) war ein evangelisch-lutherischer Theologe und Schriftsteller.

## Leben
Johann Friedrich Köhler ist ein Sohn von Johann Jakob Köhler (von 1754 bis 1771 Pfarrer in Brehna). Er war ab 1769 Schüler am Fürstengymnasium St. Afra in Meißen. Anschließend studierte er an der Universität Leipzig und beendete sein Studium 1780 als Magister. Ab 1781 wirkte Köhler dort als Katechet an St. Petri, von 1785 bis 1791 ebenfalls dort als Sonnabendprediger an St. Nicolai. 1791 wechselte er als Diakon nach Taucha, wurde dort am 18. Oktober 1791 ordiniert und war ab 1803 Pfarrer der Kirche zu Taucha.

## Varia
- Köhler war an der Brehna-Chronik seines Vaters beteiligt, so dass er als deren Mitverfasser geführt wird. 1776 hatte er den Druck der Brehna-Chronik geplant. Es kam damals jedoch nicht dazu, sondern erst im Jahr 2003.[1][2]
- Sein Sohn Rudolf (oder Ludolf) Wilhelm Köhler (* 5. September 1801 in Taucha; † 1871 in Dresden) war von 1849 bis 1870 Pfarrer in Wiesa.[3]

## Werke (Auswahl)

### Als Autor
- Johann Friedrich Köhler: Anweisung zum Kopfrechnen in Verbindung mit darzu erforderlichen Methode, entworfen zum Gebrauch für Lehrer. Nebst 2 Sammlgn arithmet. Aufgaben,  3. verb. Aufl., 260 Seiten, Leipzig 1803
- Johann Friedrich Köhler: Einige Nachrichten von des berühmten Malers Lucas Kranachs Leben und Kunstwerken in: Beyträge zur Ergänzung der deutschen Litteratur und Kunstgeschichte, herausgegeben von M. Johann Friedrich Köhler, bisherigem Sonnabendsprediger zu St. Nicolai in Leipzig, berufenen Diacon zu Taucha bey Leipzig. 2 Bde. Leipzig 1792 und 1794, Bd. 1, S. 173–234

### Als Ko-Autor
- Johann Jakob Köhler; Johann Friedrich Köhler: Geschichte der Stadt und Grafschaft Brena – nebst einem Anhange von 72 alten und neuen, meistens ungedruckten Urkunden, unveröffentlichtes Manuskript, um 1760/1776 mit dem lateinischen Text und einer Übersetzung der Brehnaer Ersterwähnungsurkunde vom 29. September 1053. Veröffentlicht als Festschrift zur 950. Wiederkehr der urkundlichen Ersterwähnung des Namens Brehna am 29. September 1053. Hrsg. von der Stadt Brehna mit Unterstützung des Heimat- und Geschichtsvereins Brehna e.V. Transkribiert, übers. und bearb. von Armin Feldmann, 248 Seiten, Brehna 2003, ohne ISBN